# Tibetaanse oorfazant
De Tibetaanse oorfazant (Crossoptilon harmani) is een vogel uit de familie fazantachtigen (Phasianidae). De wetenschappelijke naam van de soort is voor het eerst geldig gepubliceerd in 1881 door Elwes.

## Voorkomen
De soort komt voor in Tibet. 

## Beschermingsstatus
Op de Rode Lijst van de IUCN heeft de soort de status gevoelig.